# Saverkeit
Saverkeit är en ö i Finland.   Den ligger i kommunen Pargas i landskapet Egentliga Finland, i den sydvästra delen av landet, 190 km väster om huvudstaden Helsingfors. Arean är 8,4 kvadratkilometer.
Terrängen på Saverkeit är mycket platt. Öns högsta punkt är 41 meter över havet. Den sträcker sig 3,9 kilometer i nord-sydlig riktning, och 4,3 kilometer i öst-västlig riktning.
I övrigt finns följande på Saverkeit:
- Bockholm (en ö)
- Hättholm (en ö)
- Kallasholmen (en ö)